# اسپرانتو (نام مستعار)
اسپرانتو یا  دکترو اسپرانتو، یکی از نام‌های مستعار دکتر لودویک زامنهوف، آفرینندهٔ زبان فراساخته‌ی اسپرانتو است، که معنی آن در این زبان (دکترِ) «امیدوار» است.
زامنهوف در انتشار نخستین خودآموز اسپرانتو در جهان، در سال ۱۸۸۷، از این نام استفاده کرد، چراکه امیدوار بود تا این زبان، زبان مشترک جهانی گردد و به صلح و تفاهم و دوستی بین انسان‌ها بیافزاید.
نام مستعار «دکتر اسپرانتو» عنوان نمایش‌نامه‌ای در مورد زندگی دکتر زامنهوف نیز هست، که به قلم ماریو میلیوچی (به ایتالیایی: Mario Migliucci) نگاشته شده‌است.